# Wereldkampioenschappen baanwielrennen 1978
De wereldkampioenschappen baanwielrennen 1978 vonden plaats van 16 tot en met 21 augustus in het Olympia-Radstadion in het Duitse München. In totaal vonden er twaalf onderdelen plaats; twee bij de vrouwen en tien bij de mannen. Bij de mannen waren zeven onderdelen voor de amateurs en de andere drie voor profs toegankelijk. Gastland West-Duitsland won vier medailles. Het medailleklassement werd gewonnen door de Oost-Duitse renners, die net als de Nederlanders acht medailles wonnen. De Oost-Duitse renners wonnen echter meer gouden medailles dan de Nederlanders.

## Uitslagen

### Mannen profs
| Onderdeel     | Goud                                                   | Zilver                              | Brons                             |
| ------------- | ------------------------------------------------------ | ----------------------------------- | --------------------------------- |
| Achtervolging | Gregor Braun                                           | Roy Schuiten                        | Jean-Luc Vandenbroucke            |
| Sprint        | Koichi Nakano                                          | Dieter Berkmann                     | Yoshi Sugata                      |
| Stayeren      | Bondsrepubliek Duitsland Wilfried Peffgen Dieter Durst | Nederland Martin Venix Norbert Koch | Nederland Cees Stam Bruno Walrave |

### Mannen amateurs
| Onderdeel            | Goud                                                                                         | Zilver                                                                        | Brons                                                                    |
| -------------------- | -------------------------------------------------------------------------------------------- | ----------------------------------------------------------------------------- | ------------------------------------------------------------------------ |
| 1 kilometer          | Lothar Thoms                                                                                 | Jocelyn Lovell                                                                | Reiner Hönisch                                                           |
| Achtervolging        | Detlef Macha                                                                                 | Norbert Dürpisch                                                              | Uwe Unterwalder                                                          |
| Ploegenachtervolging | Duitse Democratische Republiek Gerald Mortag Uwe Unterwalder Matthias Wiegand Volker Winkler | Sovjet-Unie Vassilij Jehrlich Vladimir Osokin Vitalij Petrakov Igor Pilipenko | Zwitserland Walter Baumgartner Robert Dill-Bundi Urs Freuler Hans Kaenel |
| Puntenkoers          | Noël Dejonckheere                                                                            | Walter Baumgartner                                                            | Jean-Jacques Rebière                                                     |
| Sprint               | Anton Tkáč                                                                                   | Emanuel Raasch                                                                | Christian Dresscher                                                      |
| Stayeren             | Rainer Podlesch Dieter Durst                                                                 | Nederland Mattheus Pronk Norbert Koch                                         | Nederland Martin Rietveld Joop Stakenburg                                |
| Tandem               | Tsjecho-Slowakije Vladimir Vackar Miroslav Vymazal                                           | Verenigde Staten Leigh Barczewski Jerry Ash                                   | Nederland Sjaak Pieters Laurens Veldt                                    |

### Vrouwen
| Onderdeel     | Goud                   | Zilver         | Brons           |
| ------------- | ---------------------- | -------------- | --------------- |
| Achtervolging | Keetie van Oosten-Hage | Anna Riemersma | Luigina Bissoli |
| Sprint        | Galina Tsareva         | Sue Novara     | Iva Zajikova    |

## Medaillespiegel
| Plaats | Land                           | Goud | Zilver | Brons | Totaal |
| 1      | Duitse Democratische Republiek | 3    | 2      | 3     | 8      |
| 2      | Bondsrepubliek Duitsland       | 3    | 1      | 0     | 4      |
| 3      | Tsjecho-Slowakije              | 2    | 0      | 1     | 3      |
| 4      | Nederland                      | 1    | 4      | 3     | 8      |
| 5      | Sovjet-Unie                    | 1    | 1      | 0     | 2      |
| 6      | Japan                          | 1    | 0      | 1     | 2      |
| 6      | België                         | 1    | 0      | 1     | 2      |
| 8      | Verenigde Staten               | 0    | 2      | 0     | 2      |
| 9      | Zwitserland                    | 0    | 1      | 1     | 2      |
| 10     | Canada                         | 0    | 1      | 0     | 1      |
| 11     | Frankrijk                      | 0    | 0      | 1     | 1      |
| 11     | Italië                         | 0    | 0      | 1     | 1      |
| Totaal | Totaal                         | 12   | 12     | 12    | 36     |